# Роголь, Марк Павлович
Марк Па́влович Ро́голь (1905, Одесса — 18.10.1941, Киев) — деятель ГПУ/НКВД СССР, капитан государственной безопасности. Входил в состав особой тройки НКВД СССР.

## Биография
Марк Павлович Роголь родился в 1905 году в Одессе в семье рабочего-стеклодува. В 1914 году окончил высшее городское училище. В 1914—1918 годах — ученик ювелира, подмастерье, ювелир в частной мастерской. Далее, до 1920 года, работал чернорабочим. С 1920 года в органах ВЧК−ОГПУ−НКВД.
- 1920—1925 года — агитатор Одесского губкома КП(б)У, делопроизводитель, помощник уполномоченного Одесской губЧК, заместитель коменданта Кременчугской губЧК, начальник Информационно-агентурного отдела политбюро ЧК Александрийского уезда, начальник Информационного отдела политбюро ЧК Хорольского уезда, уполномоченный Экономического отдела Александрийского окружного отделения ГПУ, помощник уполномоченного Экономического отдела Подольского губотдела ГПУ, уполномоченный Проскуровского окротдела ГПУ.
- 1925—1927 года — курсант Высших курсов ГПУ СССР.
- 1927—1930 года — уполномоченный секретно-оперативной части 26-го Одесского погранотряда ОГПУ, уполномоченный Контрразведывательного отдела Одесского окротдела и оперативного сектора ГПУ.
- 1929 год — вступление в члены ВКП(б).
- 1930—1933 года — старший уполномоченный, оперуполномоченный и помощник начальника Иностранного отдела Одесского оперативного сектора ГПУ, старший оперуполномоченный Особого отдела ГПУ УССР.
- 1933—1934 года — помощник начальника Особого отдела Харьковского облотдела ГПУ, помощник начальника Особого отдела УГБ УНКВД Харьковской области.
- 1934—1936 года — заместитель начальника Николаевского горотдела НКВД, заместитель начальника Особого отдела 15-й стрелковой дивизии.
- 1936—1937 года — начальник 9-го отделения Особого отдела УГБ НКВД УССР, начальник 9-го отделения Особого отдела Киевского ВО, заместитель, и. о. начальника УНКВД Молдавской АССР, заместитель наркома внутренних дел Молдавской АССР. Этот период отмечен вхождением в состав особой тройки, созданной по приказу НКВД СССР от 30.07.1937 № 00447[2] и активным участием в сталинских репрессиях[3].
- С августа 1937 года — начальник 3-го отдела УГБ УНКВД Киевской области.

## Завершающий этап
Арестован 5 апреля 1938 года. Приговорён списком по Украинской ССР, Киев-Центр от 25 сентября 1938 года к ВМН. Осуждён ОСО НКВД СССР 29 октября 1939 года на 5 лет ссылки. С ноября 1939 года находился на принудительном лечении в существующей и ныне киевской психиатрической больнице им. Павлова (бывшая Кирилловская). 18 октября 1941 года расстрелян немцами вместе с другими пациентами на окраине примыкающего Кирилловского кладбища. Реабилитирован 5 октября 1956 года решением ВК Верховного Суда СССР.